# Польская защита
Польская защита — дебют, начинающийся ходами: 
1. d2-d4 b7-b5
Относится к полузакрытым началам.
Дебют предложен польским шахматистом Александром Вагнером в 1913 году. Польскую защиту иногда называют дебютом Сокольского во второй руке.

В настоящее время данный дебют не встречается в турнирной практике, так как не позволяет чёрным получить равную игру.

## Идеи дебюта
Движение пешки b имеет целью фианкеттировать белопольного слона черных для оказания давления на пешечный центр белых. Помимо этого, чёрные стремятся создать препятствие для развития белого коня на c3.